# Phyllodoce pulla
Phyllodoce pulla är en ringmaskart som beskrevs av Treadwell 1926. Phyllodoce pulla ingår i släktet Phyllodoce och familjen Phyllodocidae. Inga underarter finns listade i Catalogue of Life.